# 강소정
강소정(1981년 2월 25일 ~ )은 대한민국의 배우이다.

## 학력
- 서울예술대학교 방송연예과 졸업

## 출연작

### TV 드라마
- 1998년 EBS 청소년드라마 《내일》 … 정은호 역
- 1999년 EBS 청소년드라마 《네 꿈을 펼쳐라》
- 1999년 KBS2 단막극 《일요베스트 - 버그》
- 1999년 MBC 청춘시트콤 《남자 셋 여자 셋》
- 1999년 MBC 주간 코미디 드라마 《여자 대 여자》
- 1999년 KBS2 청소년드라마 《학교 2》 … 정연의 친구 고은 역
- 2000년 MBC 월요시트콤 《세 친구》
- 2000년 SBS 청춘시트콤 《골뱅이》
- 2001년 KBS2 단막극 《드라마시티》 … 다연박분이 역
- 2001년 SBS 부부시트콤 《허니허니》
- 2001년 MBC 일일연속극 《매일 그대와》 … 레지던트 윤희라 역
- 2002년 SBS 단막극 《오픈드라마 남과 여 - 나는 그를 기억한다》
- 2002년 MBC 단막극 《베스트극장 - 악의 꽃》 … 연주 역
- 2003년 MBC 단막극 《베스트극장 - 돈보다, 남자》 … 은화 역

### 영화
- 2002년 《결혼은, 미친 짓이다》 … 세은 역
- 2006년 《생, 날선생》 … 시연 역

### 뮤직비디오
- 2001년 성시경 - 처음처럼

## 광고
- 박카스
- 르카프
- 쎄콤
- 에버랜드